# McNab (Arkansas)
McNab é uma cidade  localizada no estado americano de Arkansas, no Condado de Hempstead.

## Demografia
Segundo o censo americano de 2000, a sua população era de 37 habitantes.
Em 2006, foi estimada uma população de 74, um aumento de 37 (100.0%).

## Geografia
De acordo com o United States Census Bureau, a localidade tem uma área de 0,9 km², sem área coberta por água. McNab localiza-se a aproximadamente 98 m acima do nível do mar.

## Localidades na vizinhança
O diagrama seguinte representa as localidades num raio de 24 km ao redor de McNab.